# Daniel Pereira
Daniel Horacio Pereira Viana (Buenos Aires, Argentina, 5 de diciembre de 1976) es un exfutbolista argentino-uruguayo.

## Clubes
| Club                      | País      | Año       |
| ------------------------- | --------- | --------- |
| Oriente Petrolero         | Bolivia   | 1995      |
| Liverpool                 | Uruguay   | 1996-1999 |
| Villa Teresa              | Uruguay   | 1999      |
| Liverpool                 | Uruguay   | 2000-2003 |
| Peñarol                   | Uruguay   | 2004-2005 |
| Chacarita Juniors         | Argentina | 2006-2007 |
| O'Higgins                 | Chile     | 2007      |
| Deportes Concepción       | Chile     | 2008      |
| Universidad de Concepción | Chile     | 2008-2009 |
| Chacarita Juniors         | Argentina | 2009-2010 |
| San Martín de Tucumán     | Argentina | 2010-2011 |
| Patronato                 | Argentina | 2011-2012 |
| Yupanqui                  | Argentina | 2012-2014 |
| Villa Teresa              | Uruguay   | 2015-2016 |
| Mar de Fondo              | Uruguay   | 2017      |

## Títulos

### Campeonatos nacionales
| Título     | Club                      | País  | Año     |
| ---------- | ------------------------- | ----- | ------- |
| Copa Chile | Universidad de Concepción | Chile | 2008-09 |

- Datos: Q5218432